# Deltocephalus bicolor
Deltocephalus bicolor är en insektsart som beskrevs av Singh-pruthi 1930. Deltocephalus bicolor ingår i släktet Deltocephalus och familjen dvärgstritar. Inga underarter finns listade i Catalogue of Life.